# Malaguti Centro
Der Malaguti Centro ist ein hochbereifter Motorroller, der vom italienischen Motorradhersteller Malaguti in zwei Generationen produziert wird: die erste von 1992 bis 2001 und die zweite von 2007 bis 2011.

## Erste Generation (1992–2001)
Die erste Serie debütierte 1992 und ist der erste von Malaguti produzierte Roller mit großen Rädern. Ursprünglich in Italien nur mit einem Einsitzer-Sattel vorgeschlagen, wurde auch der Zweisitzer-Sattel eingeführt, der bereits im Ausland erhältlich war.
Der Motor war ein 49,2 cm³ großer Zweitakt-Einzylinder mit Luftkühlung, elektronischer Zündung und stufenlosem Automatikgetriebe mit trockener Fliehkraftexpansionsautomatik.
Der Rahmen bestand aus Stahlrohr mit differenziertem Querschnitt mit Vorderradaufhängung mit hydraulischer Teleskopgabel mit einem Durchmesser von 26 mm, während das Heck einen Schwingmotor mit hydraulischem Stoßdämpfer mit Schraubenfeder mit differenzierter Steigung hatte. Das Bremssystem bestand aus einer vorderen Scheibe mit 200 mm Durchmesser mit hydraulischem Getriebe und einer hinteren Trommel.
Im Dezember 1994 feierte die Neugestaltung ihr Debüt und führte zur Einführung einer neuen Instrumentierung, eines neuen Frontgrills mit neuen Blinkern und neuen Farben für die Karosserie. Hinzu kommt die SL-Spitzenversion mit erweiterten Funktionen. 1999 wurde der Katalysator als Standard eingeführt
Die Produktion der ersten Generation endet 2001.

## Zweite Generation (2007–2011)
Die im Mai 2007 vorgestellte zweite Generation des Centro ist ein Großradroller mit niedriger Sitzbank, der in direkter Konkurrenz zu den Modellen Honda SH, Kymco People S und Piaggio Liberty in die Mittelklasse des Segments passt. Bei der Präsentation erklärte Antonino Malaguti, dass das Modell parallel zu den Modellen Ciak und Password verkauft wird und diese nicht ersetzt. Er wurde über einen Zeitraum von 18 Monaten in Italien im Forschungszentrum San Lazzaro di Savena entwickelt, während der Motor, ursprünglich für 125 und 160 cm³ Hubraum vorgeschlagen, gemeinsam von Malaguti, Ducati Energia und der Tongji University of Shanghai im Rahmen von das vom italienischen Umweltministerium und dem Umweltministerium der Volksrepublik China finanzierte Programm „Elektronische Injektion“, entworfen wurde. Von diesen Motoren wird nur der Motorblock in China produziert und nach Italien verschifft, wo er zusammen mit den anderen Komponenten der italienischen Produktion montiert wird.
Im September 2008 wurde der Centro 50 mit einem nach Euro 4 homologierten 50 cm³ Piaggio-Viertaktmotor vorgestellt: Dieses Modell wurde eingeführt, um das Angebot nach dem kommerziellen Erfolg der Varianten 125 und 160 zu erweitern. Die Sattelhöhe bleibt bei 780 mm.
Im Januar 2010 debütierte die Topversion SL, die mit allen drei Motorisierungen erhältlich ist; serienmäßig mit neuer Verchromung am Frontschild und an den Seiten, einem neuen Armaturenbrett in modernerem Design, einer neuen Heckschildfachabdeckung in Wagenfarbe und einem neuen, bequemeren Sitz mit farbigem Einsatz und aufgedrucktem Logo. Das SL-Setup ersetzt nicht das Basis-Setup.
Die Produktion endet im April 2011 aufgrund der finanziellen Schwierigkeiten der Muttergesellschaft.